# 178 Belisana
178 Belisana је астероид главног астероидног појаса. Приближан пречник астероида је 35,81 km,
а средња удаљеност астероида од Сунца износи 2,460 астрономских јединица (АЈ).
Инклинација (нагиб) орбите у односу на раван еклиптике је 1,897 степени, а орбитални период износи 1409,770 дана (3,859 године). Ексцентрицитет орбите астероида износи 0,043.
Апсолутна магнитуда астероида износи 9,38 а геометријски албедо 0,243.
Астероид је откривен 6. новембра 1877. године.